# سیارک ۲۵۷۲۰
سیارک ۲۵۷۲۰ (به انگلیسی: 25720 Mallidi، نامگذاری:2000AO172)۲۵۷۲۰مین سیارک کشف شده‌است که در ۰۷ ژانویه ۲۰۰۰ کشف شد.